# Ljubislava (Kristan)
Ljubislava je zgodovinska drama Etbina Kristana, ki je bila uprizorjena leta 1906, izšla pa je 1907 leta. Predstavlja zgled klasicistične psihološke tragedije. V njej najdemo ideološko in psihološko problematiko. Je petdejanska drama napisana v verzih. Pisatelj upodablja srednjeveško versko-politično misel in nasilje nemškega krščanstva. Prikazan je odpor Slovencev zoper tujcev, stare vere in svobode.

## Osebe
- Lubičan
- Ljubislava
- Bistromir
- Volato
- Milorad
- Živort
- Butigoj
- Argost
- Vidimira
- Bojata
- Winimund
- Gottwalde

## Obnova

### 1. dejanje
Milorad, ki ga je bil Lubičan poslal za tri leta na tuje, da bi se tačas preizkusila mladeničeva in Ljubislavina ljubezen, se vrne. Vsi se veselijo, še posebej Vidimira, ki ga na skrivaj in brez upa ljubi. On pripoveduje, kaj vse je videl na tujem, nato se obrne k Ljubislavi: njegova ljubezen je še močnejša kot prej, kako pa je z njo? Toda Ljubislava misli le na službo boginji, skrajni čas je, da jo počastijo, to je zdaj najvažnejše! Ko slavnostni sprevod odhaja v svetišče, prideta Winimund in Gottwalde. Prvi v svoji nestrpni gorečnosti "krivoverce" tako razžali, da bi ga ljudstvo ubilo, če tujcev ne bi ubranila Milorad in Ljubislava. Naženejo ju, Gottwalde je ves prevzet od Ljubislavine lepote, Winimund pa grozi, da jih bo krstila kri.

### 2. dejanje
Ljubislava očita Miloradu, da je zaradi njene vdanosti boginji podvomil v njeno ljubezen. Boginja ji je posebej naklonjena, vsako noč se ji prikaže v svetem gaju. Milorad naj jo pusti samo, ker se bliža tista ura... Mladec s težkim srcem odide, namesto boginje pa se prikaže Gottwalde in prosi Ljubislavo, naj bo njegova. Dekle ga ogorčeno odbija, brani mu tudi Winimund, ki je bil prišel za njim, toda Gottwalde je nor od strasti, dekle skuša odpeljati s silo. Na njene krike prihiti Milorad s tovariši in prepreči zlo nakano. Ljubislava se v omedlevici zgrudi, možje pa rešetajo, kaj naj store s predrznima tujcema: Bistromir je za smrt, kajti za menihom pride vojak in za njim oblastnik, ki bo Slovene zasužnjil; Milorad svari pred maščevanjem Solnograda, nazadnje se zedinijo, da bodo tujca obdržali za talca, kot poroka miru s Solnogradom. Gottwalde potegne meč, da bi si izboril prostost, tedaj pa Ljubislava, ki je v omedlevici imela videnje vseodpuščajoče božje ljubezni, s tem oznanilom pomiri razburjeno množico. Vidimira posumi, da je k njenemu ravnanju precej pripomogla tudi Gottwaldova lepota.

### 3. dejanje
Živort, ki je bil kot odposlanec v Solnogradu, poroča, da je vladika zaradi zadrževanja talcev zelo hud, zahteva, naj brez ugovorov sprejemajo krščanske misijonarje. Ljudstvo se norčuje iz vladike, le Lubičan stoji ob strani, obupan, ker je hčerka izginila, pa tudi Milorad toži, da se mu je povsem odtujila. Tedaj pride Ljubislava: poslušala je božji ukaz, tujca je osvobodila in ju varno odpeljala iz dežele, ravnala je po zakonu ljubezni, ki ga oznanja nova vera; boginja, ki se ji je prej prikazovala, je bila v resnici Marija, Odrešenikova mati, le da je ona v svoji zaslepljenosti ni spoznala... Ko pa ji Vidimira poočita, da gleda zdaj drugače zato, ker ji v srcu gori druga ljubezen, postane Ljubislava negotova. Zborovalci sodbo nad njo prepustijo bogovom, sami pa se začno pripravljati na neizogibno vojno.

### 4. dejanje
Sloveni že delj časa oblegajo utrjeni samostanski grad, kamor se je zatekel del krščanske vojske. Vidimira, preoblečena v Bajuvarko, prinese z gradu pomembne podatke, Bistromir pripravi napad. Tedaj pride Gottwalde: prignala ga je sila ljubezni, pokazal jim bo skrivno pot v grad, le Ljubislavo naj mu dajo za ženo... Slovenom se zdi njegova zahteva blazna, naženejo ga. - Napad se začne, kristjani bežijo prek zidu, med njimi tudi Gottwalde, ki se pod obzidjem sreča z Miloradom. V spopadu je Milorad ranjen, reši ga Vidimira, ki se kot besna levinja loti napadalca in ga požene v beg. V trdnjavi izbruhne požar, zidovi se rušijo, kristjani beže.

### 5. dejanje
Vidimira roti Milorada, naj ne išče smrti, naj ji da orožje, da se bo borila ob njegovi strani. Mladec spozna njeno ljubezen, vendar je njegovo obupano srce še zmeraj Ljubislavino. Medtem se bližajo močne krščanske vojske, željne maščevanja za poraze, zavezniki pa ne pošljejo pomoči, ampak na dolgo in široko razpravljajo - tu teče kri, doma se brusi jezik, modrost ob nepravem času nas bo pogubila, se jezi Bistromir in odhiti pregledat bojišče. Tedaj pride Ljubislava v spremstvu očeta in naleti na Milorada; najprej se mu vrže v objem, naslednji hip ga pahne od sebe: prava ljubezen je le na nebu, ne na zemlji! Obupani Milorad zaprosi za poveljstvo nad četo smrti: bitke ne bo preživel, a v smrt si bo vzel številno spremstvo. Pijavi se Winimund z odposlanci, med katerimi je tudi Gottwalde: knez Otilon jim ponuja mir, če priznajo njegovo in solnograško oblast, plačujejo obema davek in se dajo krstiti. Slovenom zavre kri, meči že rožljajo, ko se dvigne Ljubislava in začne obema vojskama oznanjati evangelij ljubezni: končajo naj boj in poslušajo božji zakon, na kolenih naj se pokesajo svojih morilskih nakan... v ekstazi vidi odprto nebo in sploh ne sliši Gottwaldeja, ki jo roti, naj bo njegova, kakor mu je bila obljubila. Gottwalde zbesni in jo sredi hvalnice božji slavi in miru na zemlji zabode. Po trenutku groze se Sloveni divje poženejo v napad, vsenaokrog zadivja krvava bitka.